# Daltjärnen (Arvidsjaurs socken, Lappland, 725548-165525)
Daltjärnen är en sjö i Arvidsjaurs kommun i Lappland och ingår i Skellefteälvens huvudavrinningsområde.